# Hvar
Hvar (čakavski Hvor, ili For) je otok u Hrvatskoj, ispred istočne obale Jadranskog mora. Pripada skupini srednjodalmatinskih otoka. Zbog velikoga broja sunčanih dana, često se naziva i Sunčani Hvar.

## Zemljopisni položaj i svojstva
Hvar pripada grupi srednjodalmatinskih otoka. Nalazi se u Splitsko-dalmatinskoj županiji, usred skupine otoka koji su dijelom ove županije. Gledano po neposrednom susjedstvu, sjeverno od njega se nalazi otok Brač, a južno od njega se nalaze Šćedro (od kojeg ga dijeli Šćedorski kanal), Vis (više prema jugozapadu), Paklinski otoci, Korčula i poluotok Pelješac.
Duljine je 72 km, a u na širem dijelu je širok 10,5 km. Ukupna duljina obale mu je 254,2 km. Površine je 299,7 km2 što ga čini četvrtim hrvatskim otokom po površini. Najviši vrh je sv. Nikola, na kojemu je smještena kapelica, visok 628 m.
Cesta koja povezuje grad Hvar na zapadnoj i Sućuraj na istočnoj strani otoka iznosi 84 km.
Otok Hvar je svojom površinom uglavnom prekriven borovom šumom što čini izuzetno ugodnu klimu i vinogradima koji proizvode i do 50 000 hektolitara vina godišnje.

## Uprava
Otok pripada Splitsko-dalmatinskoj županiji i podijeljen je u 2 grada i općine.
| Grad Hvar | Općina Jelsa | Grad Stari Grad                                                                                          | Općina Sućuraj                                               |
| - Hvar – 3527 - Brusje – 182 - Sveta Nedjelja – 137 - Milna – 78 - Jagodna – 44 - Velo Grablje – 19 - Zaraće – 8 - Malo Grablje – 3 | - Jelsa – 3522 - Vrboska – 550 - Svirče – 382 - Vrisnik – 183 - Zavala – 171 - Gdinj – 135 - Zastražišće – 127 - Pitve – 91 - Ivan Dolac – 68 - Poljica – 54 - Gromin Dolac – 6 - Humac – 0 | - Stari Grad – 1924 - Vrbanj – 464 - Dol – 308 - Rudina (Mala i Vela) – 83 - Selca kod Starog Grada – 11 | - Sućuraj – 297 - Bogomolje – 120 - Selca kod Bogomolja – 12 |

## Ime
Današnje je ime otoka grčkog porijekla (od grč. Pharos – svjetionik). Iz tog su naziva Rimljani oblikovali ime Pharia. Dalmatinski Romani pretvorili su ga u Fara, a u ranom Srednjem vijeku doseljeni Hrvati suglasnik f zamjenjuju grupom suglasnika hv, te mijenjaju naziv u Hvar. Lokalno stanovništvo naziva ga "Hvor" (u Starom Gradu), "For", a standardni oblik "Hvar" se javlja na istočnom dijelu otoka, gdje su se naknadno naselili štokavci s kontinenta.

## Povijest
Izvor, ako nije drukčije označeno.

### Pretpovijest
Otok je naseljen još u pretpovijesno doba, još prije 6000 godina. Iz tog razdoblja na otoku postoje nalazi osebujne Hvarske kulture (3500. – 2500. g. pr. Kr.), poznate po bojanoj keramici.
Poznat su nalazi iz Markove i Grapčeve špilje, u kojoj je pronađen najstariji prikaz broda u Europi na ulomku keramičke vaze, te lokalitet Purkin kuk s megalitima.
Kasnije, otok naseljavaju Iliri.

### Antika
Grci su znali za otok Hvar još u arhajsko doba te se smatra da su tamo osnovali koloniju Anchialu, ali za to nema dokaza. Prije dolaska Parana, Stari Grad je bio zaštićen utvrdama na brdu, što nam govori o važnosti plodnog područja za starosjedioce.
Hvar je bio mjesto starogrčke kolonizacije u 4. st. pr. Kr. Na njemu je u to doba, 385/384. g. pr. Kr. osnovan Pharos, na mjestu današnjeg Starog Grada. Podatak o tome nam donosi Diodor Sikulski. Hvar je kolonizirao Dionozije Sirakuški, osnovao je naseobinu jonskih Parana. Diodor Sikulski nam donosi i podatak o bitci koja se vodila između domorodaca i Parana. Naime, u pomoć Paranima je došao zapovjednik iz kolonije koju je Dionizije ranije osnovao. To je Lješ u Albaniji ili Vis. O toj bitci svjedoče i 2 epigrafska spomenika – to je natpis Junaka Kalije koji je poginuo o ratu s Ilirima te spomenik Farana, koji svjedoči o pobjedi Farana nad Jadasinima. Pharos je bio polis. Ne zna se je li bilo ostalih starogrčkih naselja na otoku, možda neko na mjestu današnjeg Hvara (znanstvenici su tu smještali Herakleju ili Dimos, no za to ne postoje dokazi). U Starigradskom polju sačuvana je farska chora, izvorna starogrčka katastarska podjela zemlje s kamenim međašima (gomilama) koji je i danas vidljiv. Farska hora je poljoprivredni dio koji pripada polisu, a u kojem uz gospodarska imanja može biti sagrađen i hram; izvanredno očuvano, precizno parceliziranje polja u neposrednoj blizini Starog Grada na Hvaru. Za farsku horu karakteristično je parceliziranje u četverokut nalik kvadratu – kler(180x190). Farska hora je jedan od svega dva sačuvana takva polja u Europi. Farani su kovali novac s likom Dioniza i grozda te novac s likom Zeusa i jarca.
Padom Sirakuze, bitne zaštitnice ovog otoka, dolazi kraj vlasti starih Grka. Demetrije Farski vladao je Hvarom uz rimsko odobrenje.
Otok pada pod vlast starog Rima 219. pr. Kr., a Pharos dobiva ime Pharia.

### Bizantsko Carstvo
Nakon pada zapadnog Rimskog Carstva, otok ostaje u okviru Bizanta. U vrijeme kasne antike povećalo se stanovništvo otoka. To razdoblje obiluje arheološkim nalazima. Nastao je veliki broj novih villa rustica na povijesnom ageru, ali i na do tada zapuštenim istočnim dijelovima otoka. O tom razdoblju postoji praznina u pisanim izvorima sve do doseljenja Slavena.

### Doseljavanje Slavena
Tada dolazi u trostoljetni posjed Neretvanske kneževine. U istom razdoblju, stanovništvo se poslavenjuje u potpunosti i poprima hrvatski jezik, kulturu i nazive. Podatak o tome da je Hvar dio Neretvanske kneževine donosi car-pisac Konstantin Porfirogenet u 36. poglavlju svog djela O upravljanju carstvom. Tada se na otoku i naselilo starohrvatsko pleme Slavogosta.

### Srednji vijek
U 11. stoljeću postaje dijelom srednjovjekovne hrvatske kraljevine Petra Krešimira IV.
Poslije se u vlasti smjenjuju Mletačka Republika, Bizant, Hrvatsko-Ugarsko Kraljevstvo.
1331. se komuna konačno stavlja pod mletačku zaštitu od omiških gusara. 1420. godine ga Mlečani u potpunosti nadziru. Mletačka vlast je bila sve do pada Mletaka, 1797. godine. U tom razdoblju je grad Hvar bio glavna mletačka luka na istočnoj jadranskoj obali. Otok Hvar je bio dijelom iste upravne jedinice, kao i otok Vis, Hvarske komune. Trag te podjele je današnja Hvarsko-bračko-viška biskupija.
U Hvaru je u 15. i 16. st. bila vrlo razvijena književno-kulturna scena. Hvarski humanistički krug bio je vrlo utjecajan, a najpoznatiji je po tzv. hvarskom četvercu kojeg čine Petar Hektorović, Mikša Pelegrinović, Jeronim Bartučević i Hanibal Lucić. Značajan je i povjesničar i ideolog Vinko Pribojević koji je napisao i održao govor O podrijetlu i zgodama Slavena koji je jedan od najavažnijih povijesnih izvora iz 16. stoljeća.
Od 1510. do 1514. godine traje Ustanak hvarskih pučana pod vodstvom Matija Ivanića protiv hvarskih plemića. Pučani su svrgnuli plemićku vlast na otoku, a ustanak je na kraju ugušila Venecija.

### Habsburška Monarhija i Napoleon
Nakon 1797. godine, otok Hvar dolazi pod vlast Habsburške Monarhije.
Od 1806. do 1814. kratkotrajno je pod Napoleonovom Francuskom, a potom je ponovno u sastavu Habsburške Monarhije, odnosno reorganiziranjem iste, u austrijskom dijelu Austro-Ugarske. Tada dolazi "malo zlatno razdoblje" za ovaj otok: uređene su sve otočne luke, napravljen je katastar, događa se mala industrijalizacija, a uzlazni konjunkturni krug na poljodjelskom tržištu (vinova loza, buhač, levanda) jača srednji sloj stanovništva, a zaostajanje nižih slojeva se ublažilo uljevom glavnice na otok. Do pojave parobroda, otok je imao svoju trgovačku mornaricu.
U gradu Hvaru su tada otvorili konzulate Grčka, Parma, Papinska država i Napuljsko Kraljevstvo.
Godine 1858. na Hvaru je otvorena prva meteorološka postaja u Hrvatskoj.
Godine 1868. je osnovano prvo turističko društvo ("Higijeničko društvo").

### 20. stoljeće
Raspadom Austro-Ugarske 1918. godine, ulazi u Državu SHS. Kraljevina Italija zaposjeda otok iste 1918. godine i ostaje sve do 1921., kada konačno postaje dijelom Kraljevinu SHS/Kraljevine Jugoslavije.
Godine 1941., padom Kraljevine, Hvar ulazi u sastav NDH, gdje je bio dijelom velike župe Cetina.
Padom vlasti NDH, dijelom je NR Hrvatske/SR Hrvatske. Otok je bio jedna upravna jedinica, općina Hvar sa sjedištem u gradu Hvaru.
Osamostaljenjem Hrvatske 1991. godine, Hvar se dijeli na četiri općine: Grad Hvar, Stari Grad, Jelsa i Sućuraj.
Početkom Domovinskog rata, otočko stanovništvo i gospodarstvo trpilo je posljedice pomorske blokade, koju je uspostavila JRM.
Rujna 1991. dogodilo se prvo ozbiljnije vojno organiziranje ZNG-a i Policijske postaje Hvar.
Dana 6. listopada 1991. osnovan je Mješoviti odred mornaričkog pješaštva Zvir – otok Hvar. 23. prosinca 1991. osnovana je obalna topnička bitnica “Pelegrin”. Ako se broju 787 branitelja, od kojih 781 s otoka Hvara, prododa pripadnike obalne bitnice na Pelegrinu, pripadnike redovnog, specijalnog i pričuvnog sastava policije, veći broj dragovoljaca koji su otišli van otoka i uključili se u druge postrojbe, dolazi se do brojke od oko 1000 branitelja koji su na razne načine aktivno sudjelovali u obrani domovine, što čini više od 9 posto ukupnog stanovništva otoka Hvara, odnosno svaki je deseti Hvaranin sudjelovao u obrani hrvatske domovine. Hvarani koji su svoje živote položili na oltar domovine, a to su: Ružica Malla, rođ. Belić, Ante Franičević, Tomislav Toni Petrić, Ivica Stipišić, Predrag Bogdanić i Andrej Plenković.

### 21. stoljeće
Srpnja 2004. na Hvaru je međunarodna istraživačka skupina pronašla tragove dinosaura.

## Poznate osobe
Poznate osobe koje su se rodile, živile i/ili radile na otoku Hvaru.
- Vinko Pribojević, hrvatski povjesničar, ideolog i dominikanac.
- Grga Novak, hrvatski povjesničar, arheolog
- Petar Hektorović
- Jerolim Atik Bartučević
- Hanibal Lucić
- Martin Benetović
- Marin Gazarović
- Ivan Vučetić[15]
- Lucija Rudan

## Reljef
Teško ga je poljoprivredno iskoristiti zbog nadmorske visine, velike vertikalne raščlanjenosti te velikih nagiba koji povećavaju mobilnost padina.

## Klima
Klima je sredozemna. Zapadni dio otoka je izrazito sušniji, čak je među krajevima s najmanje padalina u Hrvatskoj. Jednu od najtoplijih klima.
| Klimatološki srednjaci za Hvar | Klimatološki srednjaci za Hvar | Klimatološki srednjaci za Hvar | Klimatološki srednjaci za Hvar | Klimatološki srednjaci za Hvar | Klimatološki srednjaci za Hvar | Klimatološki srednjaci za Hvar | Klimatološki srednjaci za Hvar | Klimatološki srednjaci za Hvar | Klimatološki srednjaci za Hvar | Klimatološki srednjaci za Hvar | Klimatološki srednjaci za Hvar | Klimatološki srednjaci za Hvar | Klimatološki srednjaci za Hvar |
| mjesec                         | sij                            | velj                           | ožu                            | tra                            | svi                            | lip                            | srp                            | kol                            | ruj                            | lis                            | stu                            | pro                            | godina                         |
| ------------------------------ | ------------------------------ | ------------------------------ | ------------------------------ | ------------------------------ | ------------------------------ | ------------------------------ | ------------------------------ | ------------------------------ | ------------------------------ | ------------------------------ | ------------------------------ | ------------------------------ | ------------------------------ |
| srednji maksimum, °C           | 12,2                           | 12,8                           | 15,2                           | 17,8                           | 23,3                           | 26,2                           | 29,0                           | 29,0                           | 26,2                           | 21,8                           | 16,5                           | 13,5                           | 21,6                           |
| srednja dnevna temperatura, °C | 9,5                            | 9,5                            | 11,4                           | 14,9                           | 18,8                           | 22,3                           | 26,7                           | 26,8                           | 22,6                           | 18,3                           | 13,1                           | 10,5                           | 17,1                           |
| srednji minimum, °C            | 5,6                            | 6,0                            | 9,0                            | 10,5                           | 14,6                           | 17,4                           | 21,1                           | 21,9                           | 18,2                           | 14,1                           | 10,0                           | 7,2                            | 12,8                           |
| oborine, mm                    | 95,2                           | 89,2                           | 97,7                           | 90,9                           | 76,1                           | 48,6                           | 24,1                           | 59,0                           | 78,7                           | 109,9                          | 141,9                          | 125,3                          | 1036,6                         |
| Izvor: Worldclimate.com        |                                |                                |                                |                                |                                |                                |                                |                                |                                |                                |                                |                                |                                |

## Vode
Sjevernozapadni dio otoka (Starigradsko polje) ima više izvora i bara, a u Jelsi, Starigradu i Vrboskoj postoje bočati potoci. Ostatak otoka je krševit i suh.

## Poljoprivreda
Na Hvaru je cvjetala poljoprivreda. Proizvodilo se maslinovo ulje, vino, voće i povrće u velikim količinama. Lavandina polja bila su najveća u Europi te se od njih radilo lavandino ulje. Krajem 50-ih godina dvadesetog stoljeća poljoprivreda je lagano propadala te su se ljudi počeli okretati turizmu.

## Promet
Otok ima razgranatu mrežu prometnica. Jelsa, Starigrad i Hvar spojeni su modernom cestom s tunelom. Mreža uskih i loših cesta povezuje cijeli otok, od Sućurja do Hvara.
Redovne trajektne veze s kopnom pristaju u Starom gradu i Sućurju. Brzi putnički brodovi povezuju Jelsu i Hvar sa Splitom.
U Starograjskom polju je mali aerodrom generalne avijacije s travnatom stazom.

## Stanovništvo
Apsolutno većinsko autohtono stanovništvo ovog otoka čine Hrvati. Na otoku postoji i talijanska manjina, koja je nekada bila znatno brojnija (u 17. stoljeću u gradu Hvaru bilo je oko 30% talijanskih prezimena).

## Kultura
Poznati suvremeni čakavski pjesnici su Tin Kolumbić, Marin Franičević-Pločar, Jure Franičević-Pločar, Pere Ljubić, Lucija Rudan, Rajka Anđelić Maslovarić, Tatjana Radovanović, Mirko Barbarić, Zlatan Plenković, Sibe Miličić, Miki Bratanić, Marica Buratović...
- Od 2004. godine održava se književna manifestacija Susret čakavskih pjesnikinja otoka Hvara posvećena pjesništvu na čakavskom narječju otoka Hvara, autorice čijih su pjesama žene.
- Križna procesija na Hvaru je 2009. godine, kao nematerijalna kulturna baština, postala UNESCO-ova svjetska baština.

Hvar je dao mnoge poznate rimokatoličke znanstvenike, autore i velikodostojnike: Tomislav Koljatić Maroević, Jordan Zaninović, Šime Ljubić, Nikola Dominik Budrović, Jordan Kuničić, Rajmund Kupareo, Juraj Carić, Estanislao Esteban Karlic, Jorge Novak...
- Na Hvaru djeluje udruga Opservatorij Hvar. Opservatorij Hvar Geodetskoga fakulteta Sveučilišta u Zagrebu je zvjezdarnica za astrofizička istraživanja, smještena iznad grada Hvara (visina smještaja kupola između 173 i 245 metara nad morem). Otvoren je 1972. i u njem se obavljaju istraživanja u području fizike Sunca, fotometrije zvijezda, posebno promjenljivih zvijezda razreda Be, te se istražuju zvjezdani skupovi i galaktike. Za opažanje Sunca služi dvostruki teleskop; jednim se snima fotosfera (otvor leće 217 mm, žarišna duljina 2 450 mm), a drugim kromosfera (130 mm, odnosno 1 950 mm), koja se snima s uskopojasnim spektralnim filtrom. Za opažanje zvijezda koristi se reflektor Cassegrainova sustava, otvora 65 cm, te od 1997. zajednički austrijsko-hrvatski teleskop, sa zrcalom promjera 1 m, također tipa Cassegrainova reflektora.[19]

## Šport
- Ženska malonogometna liga otoka Hvara
- Hvarska nogometna liga, Hvar je 60-ak godina najmanji otok na svijetu koji ima svoju ligu velikog nogometa[20]

- Faros maraton u daljinskom plivanju

Kolijevka je specifične igre pod nazivom zoga falu.

## Turizam
Ovih godina obilježava se 150 godina turizma na Hvaru koji je najposjećeniji hrvatski otok u ljetnim i zimskim mjesecima.
Proglašen je najboljim otokom u Europi prema časopisu Condé Nast Traveler 2021. godine.

## Zanimljivosti
Hvar su posjetile mnoge poznate osobe kao što su: car Franjo Josip I., Clint Eastwood, Michael Douglas, Catherine Zeta-Jones, John Malkovich, Brad Pitt, Jodie Foster, Eva Longoria, Gwyneth Paltrow, Steven Spielberg, George Clooney, Jack Nicholson, Kevin Spacey, Sean Connery, Daniel Craig, Pierce Brosnan, Andre Agassi, Jennifer Capriati, Gabriela Sabatini, David Beckham, Bernie Ecclestone, Eddie Jordan, Michael Schumacher, Bill Gates, Roman Abramovič, Beyonce, Jay-Z, Paris Hilton,Charlize Theron i dr.

## Vanjske poveznice
|  | Zajednički poslužitelj ima još gradiva o temi Hvar |

- Slobodna Dalmacija Andro Gabelić: Pola tisućljeća vjerske i slobodarske tradicije otoka Hvara
- Ambroz Tudor: Ladanje na prostoru hvarske komune do kraja 15. stoljeća, Prilozi povijesti umjetnosti u Dalmaciji, sv.42 br.1 kolovoz 2011.
- Nikša Petrić, Ambroz Tudor: Ladanjska izgradnja prostora hvarske komune, Prilozi povijesti umjetnosti u Dalmaciji, sv.37 br.1 kolovoz 1998.